# 米科拉伊夫卡 (羅茲迪利納區)
46°38′25″N 30°17′18″E / 46.64028°N 30.28833°E
米科拉伊夫卡（羅馬化：Mykolaivka）是位於烏克蘭西南部敖德萨州羅茲迪利納區的羅茲迪利納市鎮的村莊。該村始建於1924年，面積0.26平方公里，海拔高度76米，2001年人口53，人口密度每平方公里204.63人。